# فرانکی و جانی
فرانکی و جانی (به انگلیسی: Frankie and Johnny) فیلمی عاشقانه محصول سال ۱۹۹۱ و به کارگردانی گری مارشال است.
این فیلم برگرفته از نمایشی نوشته‌شده توسط ترنس مک‌نالی بود که سال ۱۹۸۷ در تئاتر آف-برادوی اجرا شد.

## داستان
جانی(پاچینو)مردی میانسال است که به تازگی از زندان آزاد شده و به دنبال کار می‌گردد. او توانست به عنوان یک آشپز در رستورانی کوچک شغلی پیدا کند، جایی که پیشخدمت زیبارویی به نام فرانکی (میشل فایفر) کار می‌کند. فرانکی تا حدود زیادی تنهاست و جز یکی دو نفر دوست دیگری ندارد. جانی تصمیم می‌گیرد قلب او را با عشقی حقیقی به دست آورد اما خیلی زود می‌فهمد کار آسانی در پیش ندارد….

## حاشیه
در این اثر، آل پاچینو و میشل فایفر یک بار دیگر پس از فیلم صورت‌زخمی با هم هم‌بازی شدند.
در ابتدا کارگردان فیلم ،کتی بیتس را که در تئاتر فرانکی و جانی به ایفای نقش فرانکی پرداخته بود مورد امتحان قرار داد، اما در نهایت این میشل فایفر بود که نقش را از آنِ خود کرد.

## جوایز
میشل فایفر برای ایفای نقش فرانکی برنده جایزه گلدن گلوب بهترین بازیگر زن فیلم موزیکال یا کمدی شد.
کیت نلیگان نیز برنده جایزه بهترین بازیگر مکمل زن در بفتا شد.